# Kurt Binder
Kurt Binder (ur. 10 lutego 1944 w Korneuburgu, zm. 27 września 2022) – fizyk austriacki, profesor w Uniwersytecie Johannesa Gutenberga w Moguncji. W 1993 roku otrzymał Medal Maxa Plancka. Specjalizował się w chemii fizycznej zjawisk powierzchniowych, teorii przemian fazowych, teorii stanu szklistego i właściwościach ciał amorficznych. Był autorem ponad 700 prac naukowych.